# 平家継
平 家継（たいら の いえつぐ）は、平安時代後期の武将。伊勢平氏の一族、平家貞の子。弟に貞能がある。伊賀国山田郡平田を本拠としたことから、平田家継、平田入道などとも呼ばれる。

## 略歴
父、家貞は平家随一の忠臣として知られ、家継もまた伊勢平氏の伝統的勢力圏である伊賀国を本拠として同地の武士を統率する、いわば平家の私的軍事力における中枢的存在として平清盛に仕えた。
治承4年（1180年）12月、平家一門による京都還幸後間もなく近江国で源氏勢力による叛乱が起きると、清盛の命を受けた家継は、伊賀、伊勢の武士を率いて直ちにこれの討伐に向かい、反平家の挙兵を企てた手嶋冠者を討ち取ったほか甲賀入道柏木義兼の城を攻め落とすなどした。
寿永2年（1183年）7月、上洛の機を窺い伊賀に入国した源行家と合戦を演じた（『吉記』）。まもなく平家が都落ちするとこれには同行せず、一ノ谷の戦いを経た元暦元年（1184年）7月、同じく平家の家人であった平信兼、伊藤忠清らとともに、伊賀、伊勢の平家方残党を率いて大規模な反乱（三日平氏の乱）を起こす。
そして、伊賀守護であった大内惟義の館を襲撃して惟義の家人を多数殺害したのち、近江国甲賀郡に侵入し郡内大原荘
において佐々木秀義率いる源氏軍と交戦した。家継ら叛乱軍は佐々木秀義を討ち取るなど奮戦したものの最終的に鎮圧され、家継も討ち取られて梟首された。